# Otis R. Bowen

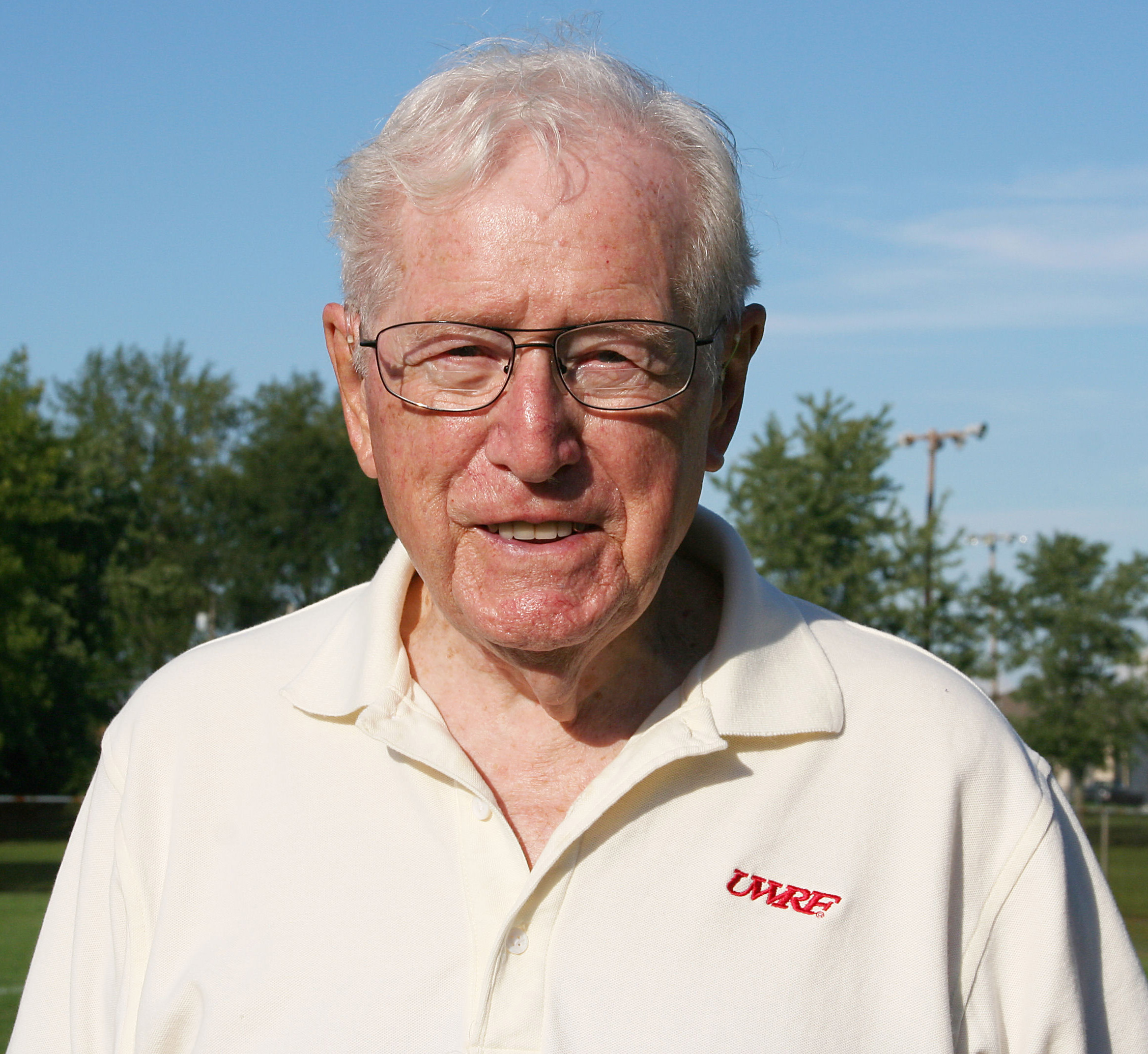
Otis R. Bowen (2007)

Otis Ray Bowen (ur. 26 lutego 1918 w Rochester w stanie Indiana, zm. 4 maja 2013 w Donaldson w stanie Indiana) – amerykański polityk, działacz Partii Republikańskiej, kapitan United States Army, lekarz.
Podczas II wojny światowej służył jako lekarz wojskowy. Zasiadał w Izbie Reprezentantów Indiany (1957–1958, 1961–1973), w latach 1967–1973 będąc jej spikerem. Od 1973 do 1981 pełnił funkcję gubernatora Indiany. W latach 1979–1980 zajmował stanowisko przewodniczącego Narodowego Stowarzyszenia Gubernatorów. Od 1985 do 1989 sprawował urząd sekretarza zdrowia i opieki społecznej w administracji prezydenta Ronalda Reagana. 
Był dwukrotnie żonaty. Z pierwszego małżeństwa miał czworo dzieci.